# Diamanda Galás
Diamanda Galás (San Diego,29 augustus 1955) is een Amerikaanse zangeres, schrijfster, pianiste, kunstenares en filosofe van Griekse afkomst, geboren in San Diego.
Haar muziek wordt omschreven als 'uneasy listening', mede omdat zij met haar stem zeer hoge, bijna dierlijke klanken kan bereiken. Haar stembereik is 3 tot 4 octaven, iets wat zeer uitzonderlijk is. Galás zingt volgens de 'Schrei'-technieken, die hun oorsprong vinden in de Duitse opera. Zij treedt op met behulp van meerdere microfoons op het podium, waardoor ze stemvertragingen en echo's kan creëren.
Galás heeft een bewogen leven achter de rug. Ze kwam er op jonge leeftijd achter dat ze goed kon pianospelen, maar haar hart lag meer bij het zingen. Haar autoritaire vader was er echter op tegen dat ze een zangcarrière ambieerde en vond dat ze zich meer moest concentreren op haar pianospel. Nadat ze het huis uit was gegaan om te studeren, ging het bergafwaarts; van veelbelovend studente tot zangeres belandde ze in de prostitutie, waardoor ze uiteindelijk hepatitis C opliep en enkele jaren ernstig ziek was.
De thema's die Galás in haar liedjes gebruikt zijn vaak geworteld in negatieve zaken, en haar muziek is daarom steeds zeer kritisch. Terugkerende onderwerpen zijn de duivel, de hel, oorlogen en de strijd tegen ziekten. Galás bracht eind jaren tachtig een albumtrilogie uit die geheel gewijd was en opgedragen aan mensen die lijden aan aids. Zij heeft de verschrikkingen van de ziekte van dichtbij meegemaakt toen haar broer, de toneelschrijver Philip-Dimitri Galás er in 1986 aan overleed.
Ook haar Griekse achtergrond krijgt ruime aandacht in haar werk. Op haar titelloze album uit 1984 staan nummers die zijn opgedragen aan de Griekse vrouwen die door de militaire junta werden uitgemoord tussen 1967 en 1974. Een recenter album uit 2003, Defixiones, is een conceptalbum over de zogenaamde Armeense Genocide, een genocide op Armeniërs, Grieken en Assyriërs in Turkije aan het begin van de 20e eeuw.
Een aantal andere albums bevatten covers van onder andere traditionals.
In 2008 verscheen het livealbum Guilty Guitlty Guilty, dat twee jaar daarvoor was opgenomen tijdens Diamanda's Valentine's Day Massacre. Dit album bevat een verzameling liefdesliederen (onder meer 'Interlude (Time)' van Timi Yuro en een Engelstalige versie van 'Misericorde' ('Heaven Have Mercy'), een chanson van Édith Piaf), waarin dood en verlies centraal staan.

## Discografie
- The Litanies Of Satan (1982)
- Diamanda Galás (1984)
- The Divine Punishment (1986)
- Saint Of The Pit (1987)
- You Must Be Certain Of The Devil (1988)
- Masque Of The Red Death (1988)
- Plague Mass (1984 - End Of The Epidemic) (1991)
- The Singer (1992)
- Vena Cava (1993)
- The Sporting Life (met John Paul Jones) (1994)
- Schrei X (1996)
- Malediction And Prayer (1998)
- La Serpenta Canta (2003)
- Defixiones, Will And Testament (2003)
- Guilty Guilty Guilty (2008)
- The Cleopatra Set (live, 2009)
- You're My Thrill (2010)

- Bibsys: 97031906
- Bibliothèque nationale de France: cb13930294g (data)
- Gemeinsame Normdatei: 124669441
- International Standard Name Identifier: 0000 0001 1512 1604
- Library of Congress Control Number: n81026358
- MusicBrainz: f569a00a-a5d4-4269-b383-e125a0b515a4
- Nationale Bibliotheek van Tsjechië: js20040419006
- Nationale Bibliotheek van Israël: 987007407075705171
- Nederlandse Thesaurus van Auteursnamen: 096502118
- Réseau des bibliothèques de Suisse occidentale: 02-A005711937
- SNAC: w6892h45
- Système universitaire de documentation: 221478205
- Trove: 1561657
- Union List of Artist Names: 500059481
- Virtual International Authority File: 122323958